# Євген Баварський
Євген Баварський (нім. Eugen von Bayern), повне ім'я Євген Леопольд Аделаїда Томас Марія (нім. Eugen Leopold Adelaide Thomas Maria Prinz von Bayern, 16 липня 1925 — 1 січня 1997) — баварський принц з династії Віттельсбахів, син принца Конрада Баварського та італійської принцеси Бони Маргарити Савойської.

## Біографія
Євген народився 16 липня 1925 у Мюнхені за часів Веймарської республіки. Він був єдиним сином та другою дитиною в родині баварського принца Конрада та його дружини Бони Маргарити Савойської. Мав старшу сестру Амалію.
У 1969, після смерті батька, став власником ферми Alpe Mitterhaus поблизу Бад-Обердорфу.
У віці 45 років Євген побрався із 49-річною Єленою Кевенюллер-Меч. Цивільна церемонія пошлюблення пройшла 16 листопада 1970 у Мюнхені. Вінчання відбулося 21 листопада у Інсбруку. Наречена, мала доньку-підлітка Ізабель від першого шлюбу із Костянтином Баварським. Власних дітей у Євгена та Єлени не було.
Помер принц 1 січня 1997 у Грассі на Лазурному березі Франції. Похований на цвинтарі Андекського монастиря.